# Pleistarchus van Sparta
Pleistarchos of Pleistarchus (Grieks: Πλείσταρχος) van de Agiadendynastie was een koning van Sparta. Hij regeerde officieel over Sparta van 480 tot 458 v. Chr. 
Hij was de zoon van Leonidas I en van Gorgo. Omdat zijn vader reeds stierf toen Pleistarchos nog maar heel klein was, in de Slag bij Thermopylae, was hij slechts in theorie koning. In de praktijk was de macht in handen van zijn neef Pausanias en zijn oom Cleombrotus. Het is onzeker wanneer hij ook in de praktijk de macht in Sparta van zijn neef overnam. Men vermoedt ten laatste bij de dood van Pausanias, in 467 v. Chr. Pausanias voerde de Spartanen in ieder geval aan bij de Slag bij Plataeae. 
Toen hij stierf in 458 v. Chr., had hij echter geen zoon die hem kon opvolgen. Zijn opvolger werd daarom de zoon van Pausanias, Pleistoanax.